# نابادیخس
نابادیخس دهستانی در استان آبیلای اسپانیا است.
در این دهستان ۵۵ نفر زندگی می‌کنند. مساحت این دهستان ۱۹٫۸۱ کیلومتر مربع است.